# Throttle (DJ)
Robert Michael "Robbie" Bergin, auch bekannt als Throttle, ist ein australischer DJ und Musikproduzent aus Melbourne.

## Karriere
Mit 13 Jahren begann Bergin, sich für DJing zu interessieren. So interessierte er sich auch für die Aufgaben eines Musikproduzenten. Im selben Jahr gab er sich den Namen Throttle, welcher aber keine tiefere Bedeutung hat. 2013 lud ihn der DJ Avicii auf einige seiner Shows ein. Später wurde er auch vom DJ Oliver Heldens eingeladen.
Sein bisher größter Erfolg ist der Song Money Maker, welcher in verschiedenen Versionen veröffentlicht wurde, unter anderem mit dem Sänger Lunchmoney Lewis.
Throttle spielte international auf zahlreichen Festivals, in Deutschland etwa auf dem Panama Open Air, dem BigCityBeats World Club Dome, dem New Horizons und dem Parookaville. Darüber hinaus erfolgte unter anderem Auftritte beim Tomorrowland in den Jahren 2016 bis 2019. Zu den weiteren Festivals, auf denen er Teil des weiteren Line-Ups war, gehören das Summerburst in Schweden, das Electric Daisy Carnival in den Vereinigten Staaten, und das Mysteryland in den Niederlanden.

## Diskografie

### Alben
- 2019: Where U Are (Monstercat)[12]

### Singles
- 2012: Classical Dirt
- 2015: Together
- 2015: Together (Acoustic Pack)
- 2015: Together (Remixes)
- 2015: September (Throttle x Earth, Wind & Fire)
- 2016: Waiting (mit Oliver Heldens)
- 2016: Money Maker (mit Lunchmoney Lewis)
- 2016: Money Maker Remixes; (VIP Edit); (Club Mix)
- 2017: Hit the Road Jack
- 2017: Found You (Make Me Yours)
- 2017: Baddest Behaviour
- 2017: Tell Me You Love Me (mit Galantis)
- 2017: Piñata (mit Niko the Kid)
- 2018: All In; (VIP Edit)
- 2018: Disco Night (mit Kungs)
- 2018: Wanderlust
- 2018: Like This
- 2019: Like This (VIP Edit)
- 2019: Darlin
- 2019: Dreamer
- 2019: Japan
- 2019: Lost Like Us (Lost Frequencies, feat. Kyla La Grange)[13]

### Autorenbeteiligungen
- 2018: David Guetta / Martin Garrix / Brooks: Like I Do[14]
- 2018: Kungs & Stargate feat. Josh Golden: Be Right Here

## Auszeichnungen für Musikverkäufe
| Goldene Schallplatte - Polen - 2024: für die Single Hit the Road Jack |

| Land/RegionAuszeichnungen für Musikverkäufe (Land/Region, Auszeichnungen, Verkäufe, Quellen) | Gold  | Platin | Verkäufe | Quellen |
| -------------------------------------------------------------------------------------------- | ----- | ------ | -------- | ------- |
| Polen (ZPAV)                                                                                 | Gold1 | —      | 25.000   | olis.pl |
| Insgesamt                                                                                    | Gold1 | —      |          |         |